# عبدالخالق برناوی
عبدالخالق برناوی (انگلیسی: Abdulkhaleq Barnawi؛ زادهٔ ۱۰ اکتبر ۱۹۸۴) یک ورزشکار اهل عربستان سعودی است.
از باشگاه‌هایی که در آن بازی کرده‌است می‌توان به باشگاه فوتبال الوحده عربستان سعودی اشاره کرد.